# Exposition universelle de 1873
L'Exposition universelle de 1873 s'est déroulée du 1er mai 1873 au 31 octobre 1873 à Vienne en Autriche, sur le thème de l'Éducation et de la Culture. Elle a lieu en fait au Prater, une ancienne réserve de chasse impériale près de la capitale, et réunit 53 000 exposants. Elle occupe une surface de 233 hectares, dont 16 hectares couverts. Son emblème est la Rotonde, dont la coupole est, à l'époque, la plus grande du monde.
Elle est accompagnée par un vent de folie spéculative qui provoque le triplement des prix en quelques mois. À la suite de la liquidation de deux grandes banques autrichiennes, la bourse s’effondre le 9 mai, entraînant la ruine des spéculateurs et des petits épargnants et le début de la Grande dépression.
Parmi les attractions, il y a un grand ballon captif. Celui-ci joue de malheur, puisqu'il s'échappe par grand vent. Son remplaçant ne parvient pas à être gonflé. Le peintre de genre Antonio Rotta reçoit le prix international de peinture.
Sur 70 000 inventions, il y eut 26 002 récompenses.

## Les halls d'expositions et leur architecture

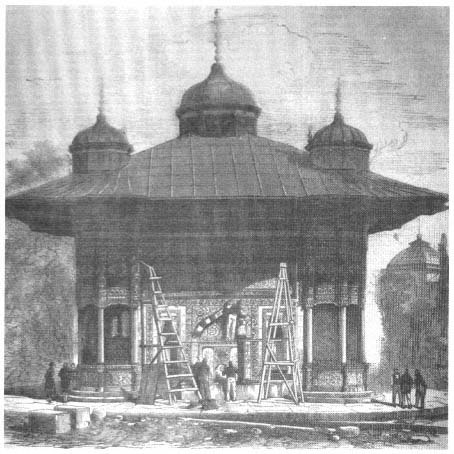
Reconstitution de la fontaine ottomane d'Ahmed.

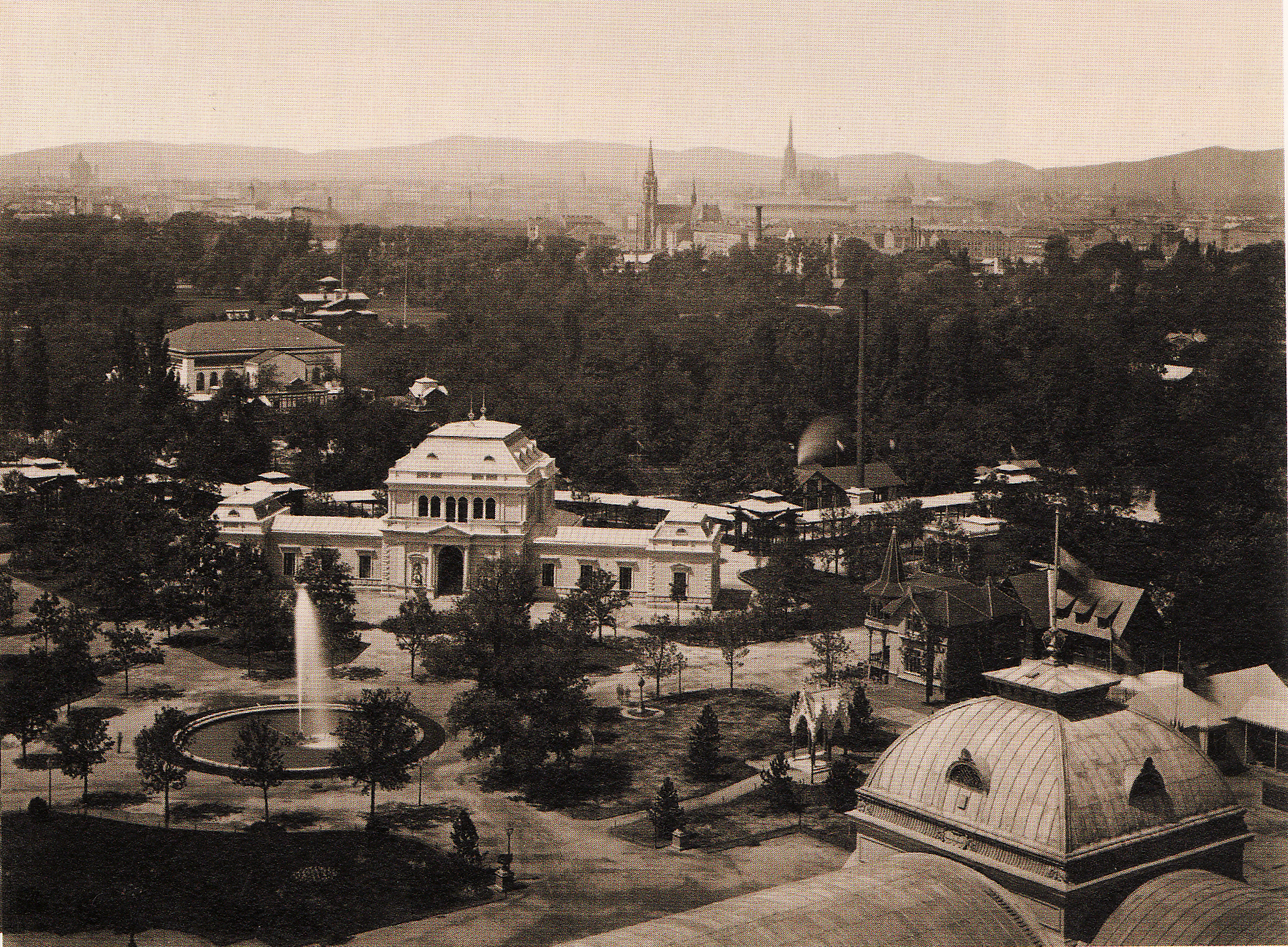
Le parc des expositions vu depuis la Coupole (1873).

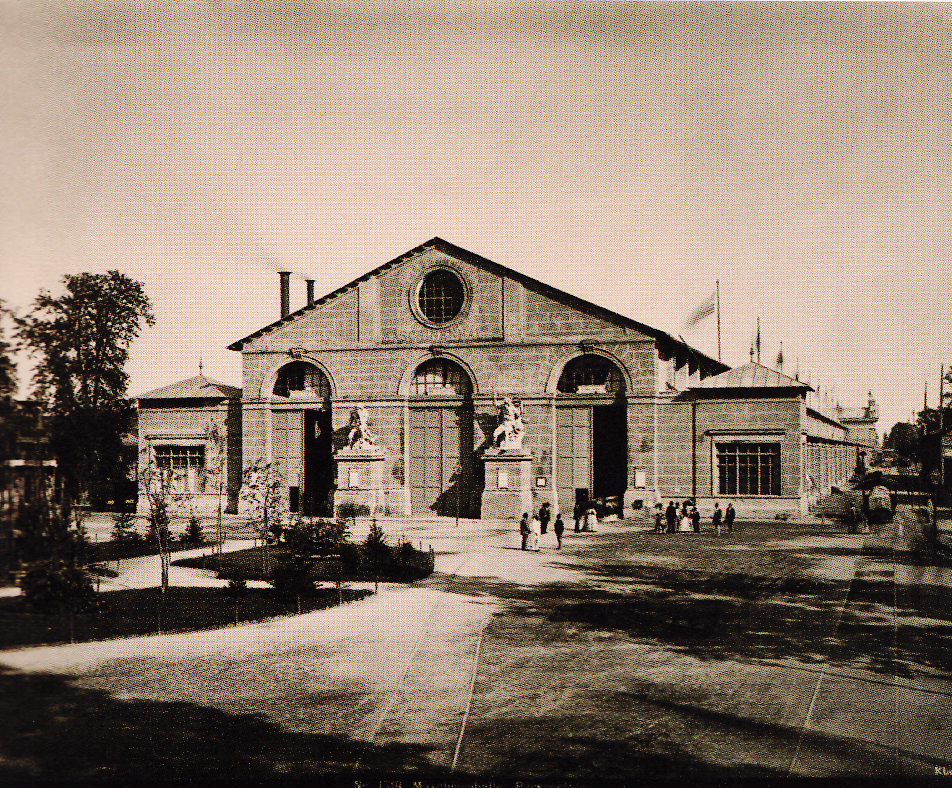
La halle aux machines.

Le Prater de Vienne, ancienne chasse impériale que l’empereur Joseph II avait offerte aux Viennois comme parc de loisirs dès 1766, fut choisi comme terrain pour accueillir les halls d'exposition. Ces terrains offraient une superficie d'environ 230 ha, dont 16 ha furent bâtis. Cela représente environ cinq fois la superficie du Champ de Mars à Paris, où s'était tenue l'Exposition précédente.
Le parc des expositions s'étendait entre la Grande-Allée du Prater (au sud-ouest), le rond-point de Praterstern au nord-ouest et l'ancienne gare de Vienne-Nord. Au Sud-est il était ceinturé par des fossés de drainage et au Nord-est par le Danube canalisé, dont l'aménagement n'était terminé que depuis 1870.
La conception architecturale fut confiée au baron Carl von Hasenauer, qui prit Gustav von Korompay et Gustav Gugitz comme collaborateurs.
Outre les nombreux pavillons internationaux, l'aménagement d'espaces verts avec leurs aires de promenades, leurs jets d'eau et bosquets complétaient la conception d'ensemble. Le parc était couvert de milliers de becs de gaz (Gasflammen) qui en assuraient l'éclairage continu.
Les façades des grandes halles, destinées à habiller des structures poteaux-poutres de fonte et d'acier, ont été dessinées dans le style historicisant en faveur à l'époque. Contrairement à la mode, dominante pour les Expositions universelles de la seconde moitié du XIXe siècle, des structures combinant fer et verre, le fer parut manquer de noblesse aux parrains de l'Exposition de Vienne. La Grande Coupole (Rotunde) et le Palais de l'Industrie en furent les plus criants témoignages. La Grande Coupole était le clou de l'Exposition ; quant au Palais de l'Industrie, il était doté de quatre grandes portes, la Porte Sud étant la plus étonnante avec ses imposantes sculptures.
Chalets suisses et maisons tyroliennes, symboles du Heimatstil, étaient représentées. D'autres habitations régionales étaient visitables dans le « Village International » : ainsi une maison villageoise du Vorarlberg, deux maisons de Transylvanie, une maison de style baroque de Gedeler et des maisons pittoresques de Croatie, Roumanie, Russie, Galicie et d’Alsace. On pouvait également visiter des appartements meublés à la mode de l'Autriche, des Pays-Bas et de la Norvège et même une hutte africaine et le fastueux palais du vice-roi d’Égypte.
Il y eut ainsi au total 194 pavillons de tous les styles du monde entier.

### Principaux monuments (sélection)

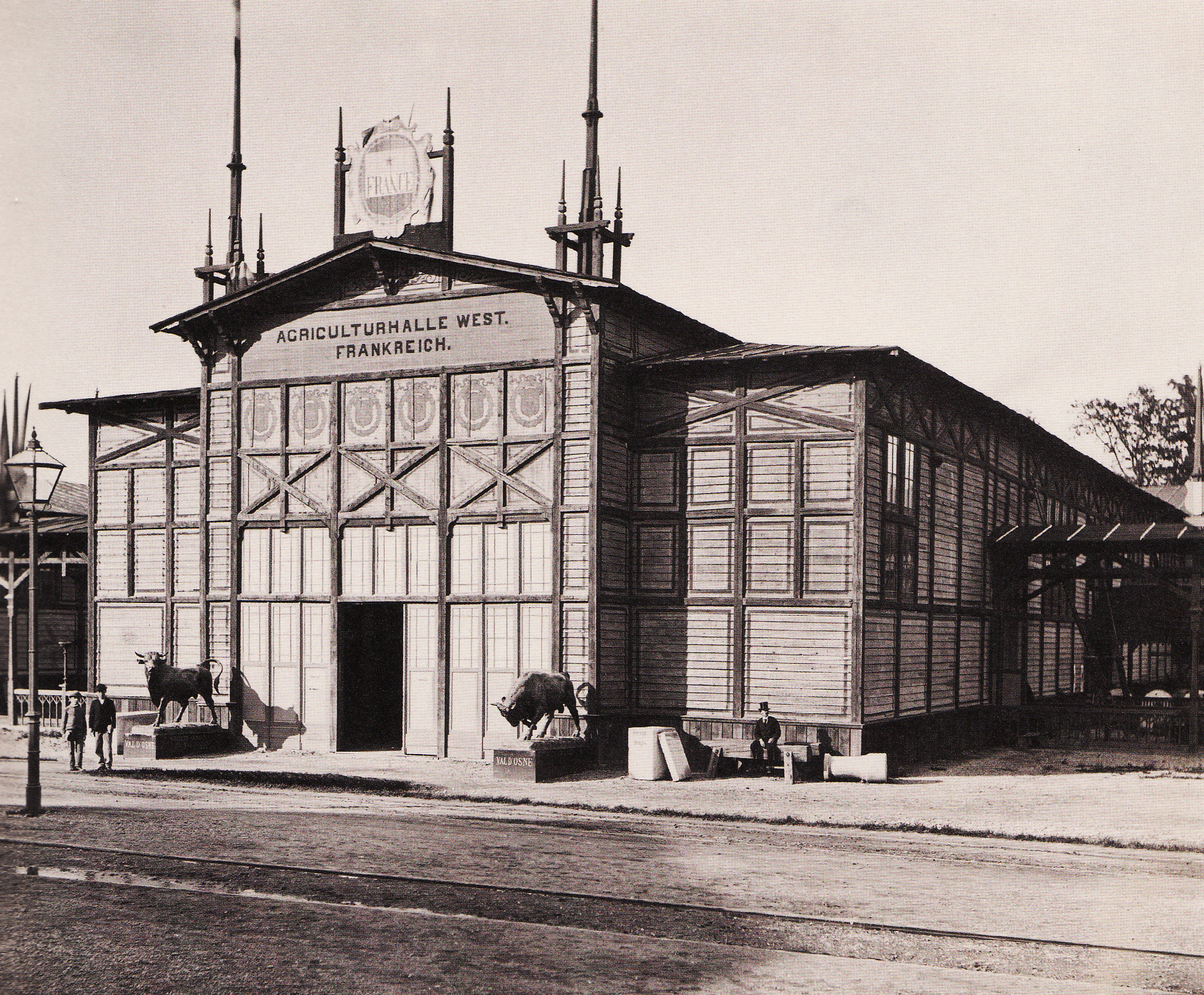
Halle ouest de l'Agriculture.

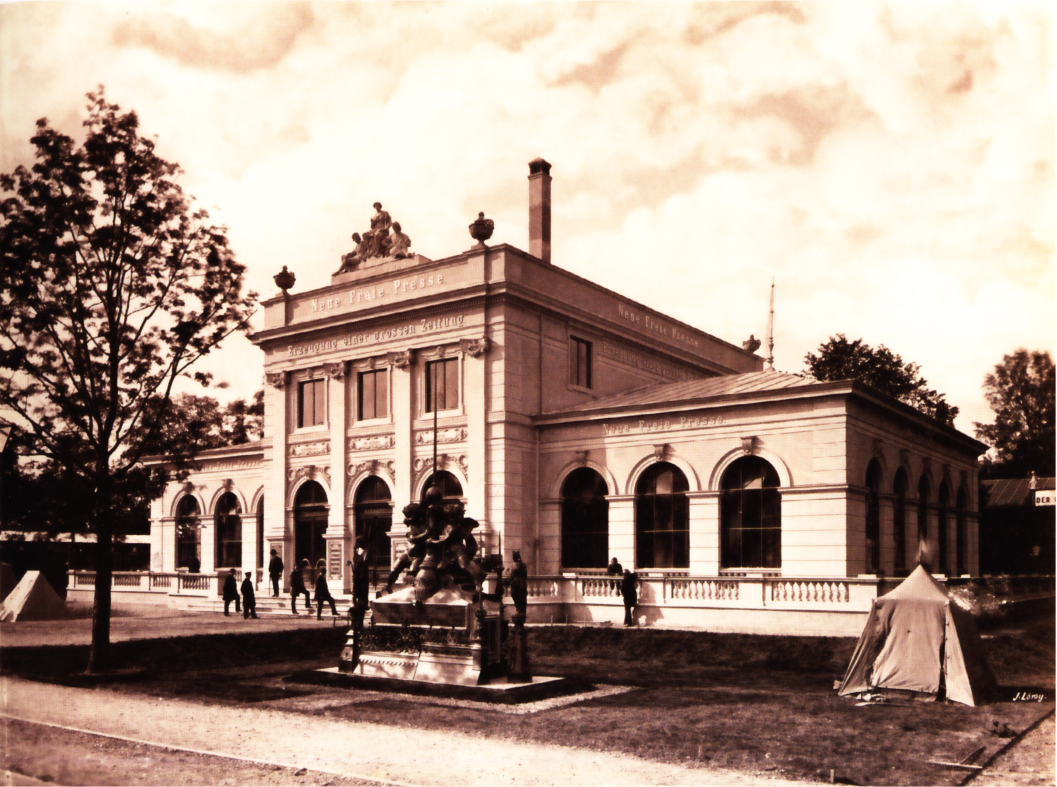
Pavillon du quotidien Neue Freie Presse.

- La coupole: symbole de l'Exposition
- palais de l'Industrie, d'après les plans originaux des architectes Eduard van der Nüll et August Sicard von Sicardsburg
- Halle aux machines : Longue de 800 m, avec une surface utile de 40 000 m2
- Halle des Beaux-Arts
- Reconstitution de la fontaine Ottomane du prince Ahmed de Constantinople
- Hall du machinisme agricole
- pavillon impérial
- Pavillon de la compagnie de paquebots  Lloyd Austriaco
- Pavillon de la „Neue Freie Presse“
- Pavillons de l'Art nord et sud
- Pavillon de la Compagnie des vapeurs du Danube (Donau-Dampfschiffahrts-Gesellschaft)
- Maison persanne
- Quartier égyptien avec Mosquée et minaret
- Pavillon der Additiven Ausstellung
- Pavillon des Mines de Carinthie
- Pavillon des chemins de fer d'Autriche-Hongrie
- Halls est et ouest de l’Agriculture

### Les infrastructures et équipements spécialisés

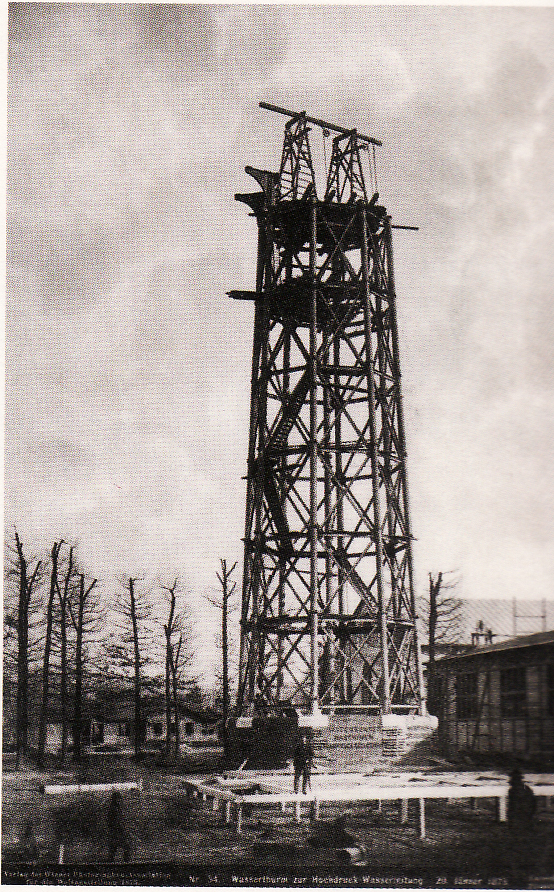
Château d'eau pour les machines à haute pression.

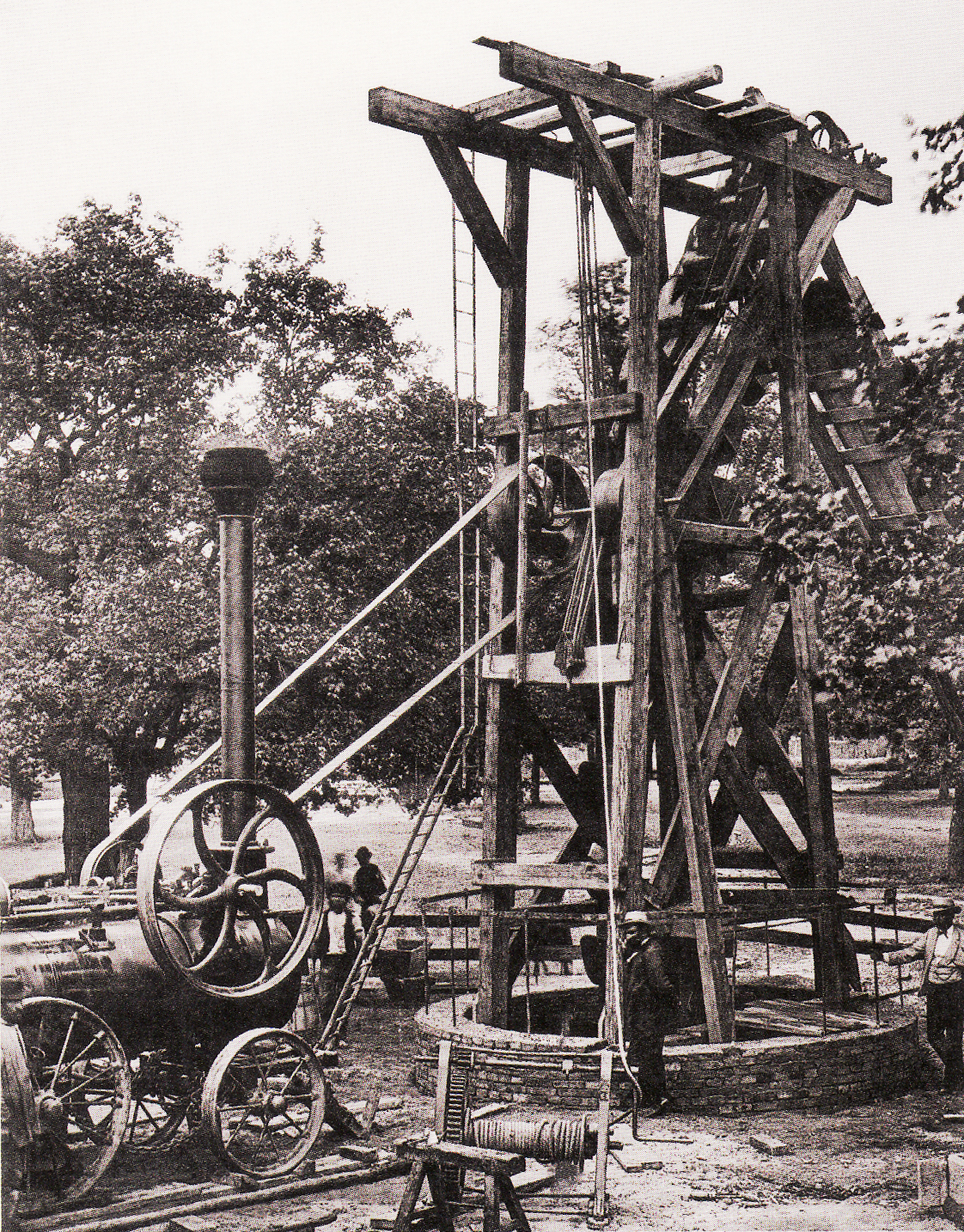
Un puits motorisé chemisé en maçonnerie.

L'équipement des grands halls d'exposition avait bénéficié des dernières avancées de la technique. Sous la direction de l'ingénieur-en-chef Wilhelm von Engerth, un service de la construction, un bureau des machines assistés par un département administratif et financier s'affairaient à la Planification et à la direction des travaux. Ainsi, par exemple, il fallut équiper la halle des machines de 27 arbres de transmission avec 794 m de chaîne et plusieurs machines à vapeur et pas moins de huit chaufferies mi-enterrées, afin de permettre une surveillance complète.
L'adduction des eaux devait répondre à des exigences draconiennes pour l'époque. Outre acheminement d'eau de lavage et d'eau potable pour les restaurants et les sanitaires, il fallait pourvoir à l'arrosage des espaces verts et au lavage des allées. Il fallait en outre permettre la connexion de bornes incendie. On aménagea à cette fin trois stations de refoulement : l'une pour l'adduction à haute pression, équipée de son propre château d'eau ; la seconde à basse pression pour les machines à vapeur et enfin une station de secours, équipée aussi bien pour la haute pression que pour les fontaines, et actionnée par un compresseur. Selon la demande, les réseaux de ces trois usines pouvaient être connectés. La station haute pression dut être agrandie peu après sa mise en service, car le débit exigé par certaines des machines exposées dépassa les prévisions les plus pessimistes : ainsi le tirage quotidien du catalogue de l'Exposition, l’Internationale Ausstellungszeitung, consommait « de 90000 à 120 000 litres/h ». Pour combattre les risques d'incendie, il fallut installer 100 bornes incendie dans les grandes halles et 160 en extérieur.
L'aménagement des sanitaires fut confié à la société John Lennings de Londres. L'arrivée des water-closets (WC) au milieu des stands mit à portée du public un luxe qui était jusque-là réservé aux classes aisées : il faudra attendre 1885 pour que l'aménagement de WC devienne la norme dans les appartements neufs de Vienne.
On prolongea jusqu'à l'entrée de derrière de la Halle des Machines une desserte spéciale par chemin de fer depuis la Nordbahnhof : cette voie ferrée était indispensable pour décharger les pièces de l'Exposition avant leur assemblage.
Les sources indiquent qu'au mois d'août 1872, 5 000 ouvriers étaient affectés à la seule construction des halls d'exposition. Le conseil exécutif aménagea à leur intention des dortoirs comptant 3 377 lits.

## L'exposition de Vienne et les arts
C'est à l'occasion de l'exposition que l'enfant prodige Clotilde Cerdà i Bosch fait ses débuts de soliste pour harpe à l'âge de onze ans, au théâtre impérial de Vienne, où elle est notamment félicitée par la reine d'Espagne Isabelle II et par Victor Hugo, qui lui suggère son nom de scène d'Esmeralda Cervantes, en hommage à l'héroïne du roman Notre-Dame-de-Paris.